# Stanley Larsson
Stanley Regneir Larsson, född 20 november 1953 i Österhaninge norra kyrkobokföringsdistrikt, Stockholms län, död 22 januari 2007 i Åkersberga, folkbokförd i Skarpnäcks församling, Stockholm
, var en svensk musiker och trumslagare. Han brukade klassas som en "veteran inom svensk rockmusik". Han spelade i rockbanden Neon Rose, Nature, Magnus Uggla Band  och även tillsammans med Ulf Lundell.
Recensenten Jan Semneby rekapitulerade Ulf Lundells karriär 2001 och skrev bland annat: "Lundell formades som liveartist under punkåret 1977 och han hade den bästa hjälp av Nature. Jag säger bara en sak: Stanley Larsson på trummor! Lite rått och opolerat lät det på den här tiden och konserten i den lilla teatern var så nära klubbspelning man kan komma".
Stanley Larsson var bror till musikern Sten "Plutten" Larsson.